# 荷蘭合作銀行

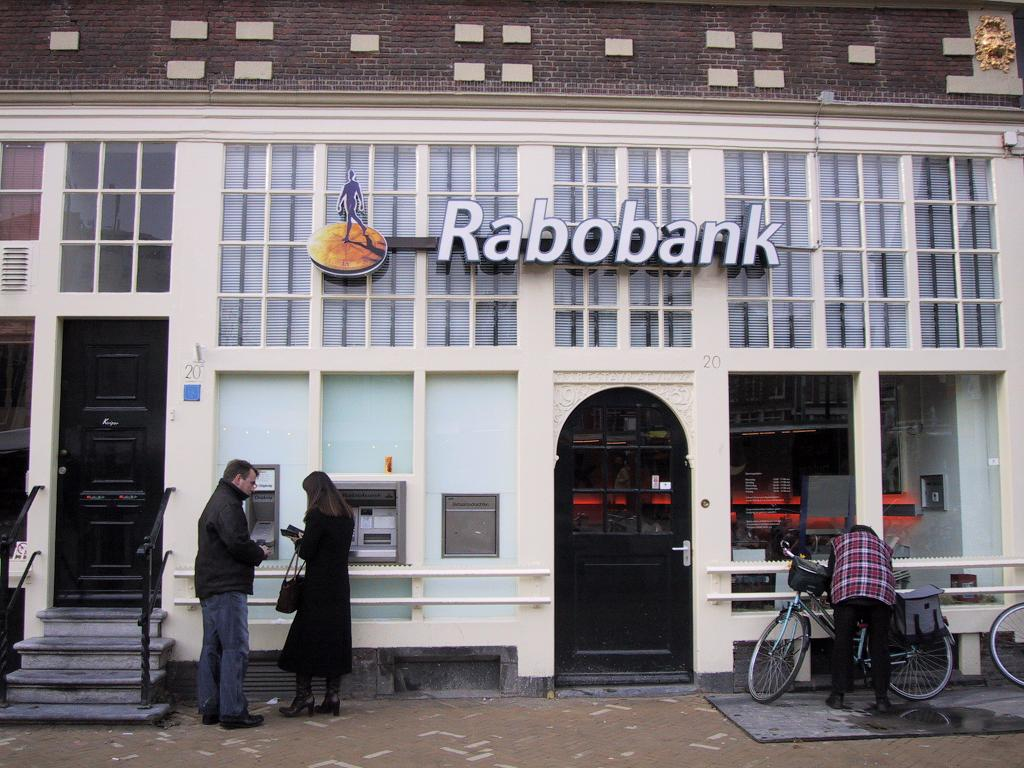
荷蘭合作銀行阿姆斯特丹的一間分行

荷蘭合作銀行，又名拉博银行，（Coöperatieve Rabobank U.A.，簡稱Rabobank）是一間以荷蘭為總部的投資銀行，並在全球各地設有分行。其在香港是認股證的主要發行商之一。
2013年10月29日，荷蘭合作銀行與歐美監管當局達成和解協議，就涉及操控倫敦銀行同業拆息等指控，支付7.74億歐元罰款，荷合主席摩爾蘭德引咎提早退休。

## 历史
荷兰合作银行集团是一家以合作制原则为基础的提供全方位金融服务的机构。它起源于110 年前在荷兰成立的地方贷款合作社，该合作社是由实际不进入资本市场的企业家们创建的。
荷兰合作银行集团由荷兰 174 家独立的地方合作成员行、荷兰合作银行中央机构以及其子公司构成。荷兰合作银行向荷兰超过9 百万个人和公司客户提供服务，并且其海外的客户数也在增长。它拥有超过 5.4 万名员工，在43 个国家都有代表处。
荷兰合作银行集团已被国际知名的评级机构穆迪和标准普尔授予最高的信贷评级（AAA）。在1 级资本市场，该机构位于全球15 家最大的金融机构之列。
地方荷兰合作银行及其客户组成了荷兰合作银行集团的核心合作业务。这些银行是上级地方合作组织，即荷兰合作银行的成员和股东，而荷兰合作银行则对这些银行提出建议，并支持他们的地方服务。荷兰合作银行还代表荷兰中央银行，对地方荷兰合作银行的偿付能力、流动能力及其行政机构进行监督。此外，荷兰合作银行也是（国际）批发银行，并且对于集团也是银行的银行，而且还是众多专业化子公司的控股公司。
荷兰合作银行集团将两个领域的最佳优势结合了起来；即地方荷兰合作银行的地方性优势和个人关怀，以及荷兰合作银行及其子公司的专业性和经济优势。

## 外部連結
- 荷蘭合作銀行 （页面存档备份，存于）
- 荷蘭合作銀行認股證 （香港） （页面存档备份，存于）
- （页面存档备份，存于）